# استار هاربر (تگزاس)
استار هاربر، تگزاس (به انگلیسی: Star Harbor, Texas) یک شهر در ایالات متحده آمریکا با جمعیت ۴۱۶ نفر است که در تگزاس واقع شده‌است.

## موقعیت جغرافیایی
موقعیت جغرافیایی شهرها و مناطق اطراف به شرح زیر است: